# Ferdinand Wittmann
Ferdinand Wittmann (* 11. September 1836 in Koblenz; † nach 1870) war ein sechsfacher Giftmörder unter Verwendung von Arsen.

## Leben
Nach seiner Ausbildung zum Buchbinder eröffnete er 1859 in Wollin eine Buchbinderei. Er heiratete zwischen 1860 und einschließlich 1865 viermal. Aus diesen Ehen gingen zwei Kinder hervor und er wurde Stiefvater eines weiteren Mädchens.

## Mordopfer
Emilie Maria Wittmann geborene Gehm

F. Wittmann heiratete in Wollin am 16. November 1860 Emilie Marie Gehm (* 17. Januar 1830 † 16. September 1862), mit der er zwei Kinder zeugte, Johannes (nach anderer Quelle Hugo) (* 4. November 1860, † 2. Februar 1863) und Louis (* 1. September 1862).
In dem Zeitraum vom 3. bis 16. September behandelte der ortsansässige Arzt Wiener E. M. Wittmann, die gleichwohl starb. Im Totenschein stellte er als Todesursache Weißen Friesel infolge einer Gebärmutterentzündung fest.
F. Wittmann erhielt von der Lebensversicherungs-Actiengesellschaft Germania 250 Thrl.
Johannes Wittmann

Der Sohn, Johannes (nach anderer Quelle Hugo) Wittmann, erkrankte am 31. Januar 1863 und starb trotz der medizinischen Betreuung durch den ortsansässigen Sanitätsrat Schmurr am 2. Februar 1863.
Auguste Charlotte Wittmann, geborene Höhn

F. Wittmann heiratete daraufhin am 15. Juni 1863 Auguste Charlotte Höhn, die bereits am 22. Dezember 1863 starb.
Auguste Wittmann, geborene Kornotzky

Bald darauf, am 1. April 1864 heiratete Wittmann Auguste Kornotzky (auch Kornitzki genannt), die am 15. August 1865 starb.
Böse

F. Wittmann heiratete nun am 17. Oktober 1865 in Wollin die Witwe des im September 1864 ertrunkenen Schiffskapitäns Böse und wurde dadurch der Stiefvater der Halbwaise Georgine Auguste Alwine Böse (* 5. Februar 1865 † 23. Oktober 1865). Am 13. Juli 1866 gebar sie ein weiteres Kind. Er siedelte mit seiner Frau, deren Tochter und seinem dreijährigen Sohn Louis nach Posen über. Seine Ehefrau erkrankte am 17. September 1866 und starb unbehandelt am 18. September 1866. Oberstabsarzt Mayer und Stabsarzt Laube konnten nur noch den Tod feststellen.
Georgine Auguste Alwine Böse

Das Kind erkrankte am 22. Oktober 1865 und wurde am 23. Oktober 1865 einmal vormittags und zum Abend hin von Wiener medizinisch versorgt. In der Nacht vom 23. auf den 24. Oktober starb es und der Arzt Wiener stellte als Todesursache eine Gehirnhautentzündung fest.
Heinrich Schönborn (1804–1893) war von 1858 bis 1875 zweiter Pfarrer der Kreuzkirchengemeinde in Posen und erteilte F. Wittmann die Erlaubnis der Translocation der Stieftochter.

## Ermittlungsverfahren
Aufgrund Inhibition von Edmund Bärensprung (1816–1868), Polizeipräsident in Posen, wurde die Leiche der verstorbenen Frau Wittmann, geborene Böse, nicht beigesetzt, sondern kurz danach obduziert.
Zur Ermittlung der Todesursache wurde am 17. Oktober 1866 die Leiche von G. A. A. Böse exhumiert, am 29. April 1867 sodann die Leichen von E. M. Wittmann, Hugo Wittmann und A. C. Höhn auf dem evangelischen Friedhof in Wollin exhumiert.

## Strafverfahren
Die Schwurgerichtsverhandlung wurde auf den 17. Februar 1868 anberaumt und am 22. Juni 1868 eröffnet. Sein Verteidiger war der spätere Justizrat August Dockhorn. Die Anklage wurde von H. Schmieden (1841–1896) – Appellationsgerichtsrat in Posen – vertreten.
Über das Verfahren berichtete auch die ausländische Presse. Das gegen Wittmann verhängte Todesurteil wurde am 14. April 1870 in eine lebenslängliche Zuchthausstrafe umgewandelt.